# Шифр (телесериал)
«Шифр» — российский телевизионный детектив, снятый по мотивам британского мини-сериала The Bletchley Circle («Код убийства»). Рабочее название телесериала — «Шифровальщицы». Производством сериала занимаются компании «Sony Pictures Television» (1-2 сезоны), «Леан-М», Продюсерское объединение «Победа» (1-3 сезоны) и Продюсерский центр «Хорошо продакшн» (4 сезон).
Премьера состоялась 11 марта 2019 года на «Первом канале».
Премьера первой половины второго сезона состоялась 14 сентября 2020 года.
Премьера второй половины второго сезона состоялась 6 сентября 2021 года.
Премьера третьего сезона состоялась 14 ноября 2022 года.
1 августа 2023 года стартовали съёмки 16-серийного четвёртого сезона, который станет заключительным.
24 марта 2023 года третий сезон телесериала стал обладателем премии АПКиТ 2023 в номинации «Лучший телесериал (5-24 серий)».
7 декабря 2023 года за третий сезон телесериала Вера Сторожева получила премию «ТЭФИ-2023» в номинации «Режиссёр сериала», а Сергей Пускепалис посмертно удостоился награды в номинации «Актёр детективного сериала».
29 марта 2024 года в онлайн-кинотеатрах Кинопоиск и Wink состоялась премьера двух первых серий первой части заключительного четвёртого сезона. Новые серии размещались еженедельно по субботам, заключительная серия была выложена 3 августа 2024 года.
Телевизионный показ финального четвёртого сезона прошёл на Первом канале с 7 по 31 октября 2024 года. Серии выходили в эфир с понедельника по четверг в 22:00.

## История создания
Проект является первым сериалом режиссёра Веры Сторожевой в стиле ретро. К нему она готовилась целый год, отказываясь от других работ.
Съёмочные локации, реквизит, костюмы, макияж и причёски главных героинь — каждая деталь воссоздавалась максимально точно и достоверно.
Почти весь реквизит в сериале — настоящий. Одежду для героев привезли из Праги, а что-то специально шилось и в российских мастерских, к примеру, валенки на каблуках для главных героинь.
Консультантами проекта были генерал-майор из Следственного комитета, криминалист и специалист-шифровальщик.
Съёмки первого сезона телесериала проходили с 3 сентября 2017 года по 28 февраля 2018 года в Москве, Подмосковье и Санкт-Петербурге.
По личному приглашению режиссёра Веры Сторожевой, желавшей поддержать молодого актёра, в сериале сыграл Евгений Волоцкий, получивший серьёзную травму на гастролях Московского театра юного зрителя в Израиле и передвигающийся на инвалидной коляске.
16 августа 2019 года стартовали съёмки второго сезона.
19 июля 2021 года стартовали съёмки третьего сезона.

## Сюжет
В 1956 году бывшие сотрудницы дешифровального отдела ГРУ Анна, Соня, Ирина и Катерина, рискуя благополучием своих семей, решают вновь объединиться в специальную группу, чтобы начать совместно проводить расследования и помогать следственным органам в раскрытии запутанных дел.
Каждое дело расследуется на протяжении 4-х серий и лично затрагивает одну из главных героинь.

## Персонажи

### В главных ролях
| Актёр                          | Роль |
| ------------------------------ | --- |
| Марьяна Спивак                 | Ирина Михайловна Зимина, 37 лет, обладательница острого аналитического ума                                         |
| Екатерина Вилкова              | Анна Николаевна Дорофеева, 36 лет, обладательница прекрасной интуиции, специалист по шифрам и криптографии         |
| Елена Панова                   | Катерина Петровна Свиридова, 40 лет, руководитель группы                                                           |
| Яна Дюбуи                      | Соня (Софья Львовна) Теплицкая (позднее — Вершинина), 32 года, обладательница феноменальной фотографической памяти |
| Сергей Пускепалис (1-3 сезоны) | Константин Иванович Проскурин, майор (позднее — подполковник) МУРа                                                 |

### В ролях
| Актёр                               | Роль |
| ----------------------------------- | --- |
| Олег Гаас (1-2 сезоны)              | Ким Вершинин лейтенант (позднее — старший лейтенант) Московского уголовного розыска, ближайший помощник Проскурина    |
| Максим Стоянов                      | Вячеслав (Слава) Ефимович Агарин лейтенант (позднее — старший лейтенант) Московского уголовного розыска, коллега Кима |
| Борис Шильманский (2-4 сезоны)      | Тихон Сергеевич Жуковский младший лейтенант Московского уголовного розыска, коллега Вячеслава                         |
| Сергей Попов                        | Пётр Натанович судмедэксперт                                                                                          |
| Иван Шибанов (2-4 сезоны)           | Белых полковник, начальник Проскурина и Вершинина                                                                     |
| Николай Токарев                     | Алексей Петрович Зимин муж Ирины, папа Тани и Миши, начальник отдела Областного комитета КПСС                         |
| Светлана Колпакова                  | Владлена Юрьевна Ковалёва соседка Ирины и Алексея, дочь генерала, старшая сестра Нинель, судмедэксперт                |
| Софья Хилькова (1-3 сезоны)         | Нинель младшая сестра Владлены, соседка Ирины и Алексея, начинающая швея-модистка                                     |
| Михаил Евланов (1 сезон)            | Виктор Иванович Демченко первый муж Сони, водитель на автокомбинате                                                   |
| Максим Битюков (1-2 сезоны)         | Вениамин бывший муж Катерины, отец Лиды                                                                               |
| Екатерина Вуличенко (1-2 сезоны)    | Рита жена Вениамина                                                                                                   |
| Виталия Корниенко                   | Таня Зимина дочь Ирины и Алексея, сестра Миши                                                                         |
| Сергей Медведев                     | Миша Зимин сын Ирины и Алексея, брат Тани                                                                             |
| Ксения Попович                      | Лида дочь Катерины и Вениамина                                                                                        |
| Дарья Мингазетдинова (1-2 сезоны)   | Авиа Геннадьевна Хвостова корреспондент «Комсомольской правды», любовница Алексея (со 2-го сезона)                    |
| Александр Никулин (1-2 сезоны)      | Анатолий Вадимович Быстров начальник Алексея, секретарь обкома                                                        |
| Светлана Кленина (1-2 сезоны)       | Светлана Дмитриевна Уварова секретарь Алексея                                                                         |
| Любовь Руднева                      | Зоя Павловна заведующая библиотекой, начальница Катерины                                                              |
| Наталья Суркова                     | Наталья Михайловна мама Кима, свекровь Софьи                                                                          |
| Светлана Тома (2-4 сезоны)          | Зинаида Ивановна соседка Катерины и Лиды, мама Григория                                                               |
| Семён Шкаликов (2-4 сезоны)         | Григорий сын Зинаиды Ивановны, полярник                                                                               |
| Анастасия Великородная (2-4 сезоны) | Тоня соседка Вершининых                                                                                               |
| Евгения Громова (2 сезон)           | Зоя боевая подруга Ирины                                                                                              |
| Сергей Колесников (1 сезон)         | Николай Петрович директор ресторана «Горный», начальник Анны                                                          |
| Николай Качура (1 сезон)            | Михаил Петровский сторож в ресторане «Горный»                                                                         |
| Дмитрий Мазуров (1 сезон)           | Евгений Сергеевич Крупнов                                                                                             |
| Егор Баринов (1 сезон)              | Виктор Васильевич Берестов                                                                                            |
| Алексей Колган                      | Валерий Ефимович Летнёв поэт                                                                                          |
| Виктор Добронравов (1 сезон)        | Дмитрий Иволгин поэт                                                                                                  |
| Александра Урсуляк (1 сезон)        | Марина Ивановна Винник                                                                                                |
| Евгений Волоцкий (1 сезон)          | Грицаев механик фабрично-заводского училища, работник артели                                                          |
| Даниил Вахрушев (2-4 сезоны)        | Виктор (Витя) Петрович Турин друг Сони                                                                                |
| Артур Чиргадзе (1 сезон)            | Иващенко |
| Агриппина Стеклова (4 сезон)        | Марина Валерьяновна Корзун куратор аналитического отдела МВД                                                          |
| Эвклид Кюрдзидис (4 сезон)          | Шефнер |
| Елена Пускепалене (4 сезон)         | кассир |
| Вера Сторожева (4 сезон, 4 серия)   | клиентка фотоателье «Луч»                                                                                             |

## Эпизоды
| Сезон | Сезон | Серии            | Период трансляции                  |
| ----- | ----- | ---------------- | ---------------------------------- |
|       | 1     | 1—16 (16 серий)  | 11 — 22 марта 2019                 |
|       | 2     | 17—32 (16 серий) | 14 сентября 2020 — 9 сентября 2021 |
|       | 3     | 33—48 (16 серий) | 14 ноября — 8 декабря 2022         |
|       | 4     | 49—64 (16 серий) | 29 марта 2024 — 3 августа 2024     |

### Сезон 1
| № серии | Премьера   | Описание серии |
| ------- | ---------- | --- |
| 1       | 11.03.2019 | Москва, 1956 год. Четыре бывших сотрудницы спецгруппы ГРУ — Ирина, Анна, Соня и Катерина — спустя 11 лет после окончания войны живут обычной жизнью. Однажды утром Анна обнаруживает в подсобке ресторана тело их бывшего сослуживца, полковника Елисеева, разработчика секретного комплекса ПВО. В убийстве подозревают Анну и исчезнувшего сторожа Михаила. Девушки решают снова стать «спецгруппой», чтобы вычислить преступника. Во время обыска в доме Анны обнаруживают черновики военных рефератов Елисеева. К подозрению в убийстве примешивается шпионаж.                                                                                                   |
| 2       | 11.03.2019 | Анну арестовывают. Ирина просит майора МУРа Проскурина разрешить свидание с Анной. Анна сообщает, что бывшая гражданская жена сторожа Михаила Наталья живет в Подлипках. Ирина делает поминутный расчёт утра убийства. Дома у Наташи девушки замечают изготовленную Михаилом самодельную карту голубятен, однако забрать её им сразу не удаётся. Придя за картой повторно, девушки обнаруживают Наталью мертвой. |
| 3       | 12.03.2019 | В ресторане находят нож, которым был убит Елисеев. На нём — отпечатки пальцев Анны и сторожа Михаила. Это подтверждает версию следствия о том, что они сообщники. Катерина приходит к вдове Елисеева Галине. Рассматривая фотографии в семейном альбоме, женщины находят письмо из Америки от брата Елисеева, которого считали погибшим во время войны. Появляется предположение, что Елисеева могли шантажировать. Ирина случайно встречает своего старого сослуживца по ГРУ Крупнова, и её сын Миша начинает заниматься у него в радиокружке. Ирина показывает Проскурину карту Михаила. На одной из голубятен оперативники находят его тело.                      |
| 4       | 12.03.2019 | Анну отпускают на свободу. К мужу Ирины Алексею в обком приходит Берестов — ещё один старый сослуживец Ирины, который числился погибшим. Ирина приглашает Берестова в гости, но Крупнов рассказывает ей, что Берестов — предатель. Алексей обнаруживает пропажу секретного расписания испытаний на объекте ПВО. Тем временем самого Берестова находят убитым. Убийцей оказывается Крупнов. |
| 5       | 13.03.2019 | Проскурин расследует самоубийство поэта Титова: в предсмертной записке тот признался, что убил трёх девушек, но Проскурин в этом сомневается. Он просит Ирину и её подруг проанализировать материалы дела. Они подтверждают: записка фальшивая, Титов был убит. Дело закрывают, но девушки продолжают расследование. Выясняется, что накануне убийства у Титова был гость, с которым он отмечал публикацию своих стихов. В клубе литераторов девушки знакомятся с несколькими поэтами, и Соня вслух вспоминает стихи некоего Дихтера из фашистской газеты, которая издавалась в оккупированном Могилёве. Когда Соня возвращается домой, на неё нападает неизвестный. |
| 6       | 13.03.2019 | Соня с сотрясением мозга лежит в госпитале. Проскурин понимает, что девушки не прекратят расследование, и, втайне от начальства, продолжает с ними сотрудничать. Девушки устраивают в госпитале поэтический вечер, чтобы проверить всех поэтов, которые накануне слышали Соню, и выявить Дихтера. Главный подозреваемый — поклонник Анны Летнев, но вскоре выясняется, что у него алиби. Судмедэксперт Владлена даёт Ирине информацию об убитых девушках. У одной из них в голове пуля от старого ранения военных лет. Катерина узнаёт, что эта девушка недавно познакомилась с каким-то поэтом.                                                                     |
| 7       | 14.03.2019 | Проскурин привлекает к расследованию своего помощника Вершинина. Катерина в военном архиве изучает материалы по немецкой тайной полиции. Необходимо найти свидетелей, которые видели Дихтера. Ирина предлагает сосредоточиться на пуле в голове Рерберг. Тайна прошлого поможет раскрыть сегодняшние убийства. Летнев рассказывает Анне, что писатель Васильев однажды вспоминал о развлечении фашистов — соревнуясь, расстреливать несколько человек одной пулей. Проскурин вызывает Васильева в МУР. При попытке сбежать Васильев стреляет в Вершинина. |
| 8       | 14.03.2019 | Полковник Крючков приказывает Проскурину передать дело в КГБ, но майор просит сутки для завершения расследования. Тем временем в архиве находится ещё одна свидетельница, пострадавшая от злодеяний Дихтера. Она рассказывает Анне про характерный шрам между большим и указательным пальцами на руке у палача-поэта, — им оказывается Иволгин Дмитрий (в прошлом Юдин Александр). |
| 9       | 18.03.2019 | Катерина в очередной раз скандалит с дочерью Лидой, и девочка убегает ночью из дома. На пустыре Лида становится свидетелем убийства. Однако вызванная Катериной милиция не находит никаких следов преступления, а Проскурин отказывается заводить дело без улик. Катерина просит Ирину, Соню и Анну вновь собраться в группу, чтобы найти убийцу и защитить Лиду, ведь преступник видел девочку и мог проследить за ней до самого дома. |
| 10      | 18.03.2019 | Проскурин расследует убийство работницы профкома, а Вершинин выбивает себе собственное дело: хирург Григорьев получает письма с угрозами. Катерина, Ирина, Соня и Анна, оказавшись без помощи милиции, составляют план поиска тела, но ничего не находят. А Лида, взвинченная Ритой, признаётся, что выдумала историю про убийство. И когда уже девушки решают, что их поиски тщетны, Анна догадывается, где можно было надёжно спрятать тело. |
| 11      | 19.03.2019 | Благодаря догадке Анны, девушки находят тело. Значит, рассказ Лиды — правда! Проскурин открывает дело, а Катерина настаивает на том, чтобы Лида сидела дома. Полагаясь на феноменальную память Сони, Вершинин раскрывает дело о письмах с угрозами. Оказывается, Григорьев сам писал их себе. Но Григорьев уверяет, что делал это только для того, чтобы получить защиту от милиции. Оставшись без сопровождения Вершинина, Григорьев возвращается домой один. |
| 12      | 19.03.2019 | Вершинин винит себя в убийстве Григорьева. Катерина по следам на стене понимает, что убийца был рядом с квартирой, и срочно уводит Лиду из дома. Девушкам становится ясно, что все три убийства: сотрудницы профкома, Григорьева и убийство на пустыре, — связаны между собой, и что преступник не остановится пока не найдёт последнего свидетеля — Лиду. |
| 13      | 20.03.2019 | Анна и Нинель становятся свидетелями убийства: из окна выталкивают подругу Нинель Тамару. В это время на другом конце Москвы Проскурин получает тяжёлое ранение, и Вершинин с Агариным вынуждены взять на себя все дела. В МУРе Вершинин старается мягко расспросить рыдающую Нинель, но ни она, ни Анна ничего не видели. Вечером все собираются у Ирины, чтобы поддержать девушку. Но когда приходит время идти домой, Владлена открывает дверь квартиры и обнаруживает, что там кто-то побывал. |
| 14      | 20.03.2019 | В квартире Владлены и Нинель погром. Ирина вычисляет за чем приходил вор: Нинель случайно унесла с места гибели Тамары кольцо-печатку. Ирина идёт к Проскурину, который после ранения находится в больнице, и тот отговаривает девушек расследовать это дело самим. Однако ни девушки, ни Нинель не прислушиваются к его советам. |
| 15      | 21.03.2019 | По дороге из училища домой на Нинель нападают с целью отнять печатку. Но улика уже находится в МУРе. Вершинин и Агарин подозревают парня Тамары, но его тело вскоре обнаруживают в канаве. Вершинин приходит к выводу, что печатка с редким камнем, так у него появляется новый подозреваемый. |
| 16      | 22.03.2019 | Подозреваемый Вершинина также найден убитым. Проскурин, понимая, что без него расследование не движется, досрочно выписывается из больницы. По косвенным уликам он понимает, что все убийства связаны с созданием самодельной бомбы. Проскурин собирает у себя дома Ирину, Катерину, Соню и Анну и просит их помочь найти подрывника, пока тот не устроил в Москве диверсию. |

### Сезон 2
| № серии | Премьера   | Описание серии |
| ------- | ---------- | --- |
| 1 (17)  | 14.09.2020 | Москва, август 1957 года. Соня выходит замуж за Вершинина. На свадьбе Ирина и Алексей ссорятся, и Алексей уезжает домой один. После торжества Анна и Проскурин обнаруживают в тёмной подворотне тело мужчины без пиджака и ботинок. Убитый — фотограф Евгений Лабухов. Новый начальник Проскурина, полковник Белых, приказывает устроить облаву на местную шпану, Проскурин же понимает, что так поймать убийцу невозможно. Анна, успевшая детально осмотреть место преступления, тоже считает, что местные хулиганы здесь ни при чём. Проскурин запрещает ей вмешиваться, но Анна, узнав, что Белых уже уволил ряд неугодных ему сотрудников, волнуется за Проскурина и просит Ирину, Соню и Катерину взяться за расследование. Во время облавы на одном из задержанных оказывается куртка Лабухова, в кармане которой — эротические фотографии. |
| 2 (18)  | 15.09.2020 | Белых считает дело раскрытым, однако Проскурин продолжает вести расследование. Вскоре выясняется, что изготовлением эротических фотографий занимался сам Лабухов, и это обстоятельство выводит МУРовцев на новый след. Ирина расспрашивает Владлену о подробностях вскрытия тела Лабухова, но та отказывает в помощи, считая, что подруге следует заниматься мужем и детьми, а не чужими убийствами. Несмотря на противодействие окружающих, девушки активно включаются в расследование. Как всегда, им приходится работать втайне от близких. Катерине не удаётся найти общего языка с дочерью Лидой. Анна опасается гнева Проскурина. Соня не ладит со свекровью, требующей, чтобы та сидела дома и вела хозяйство. Алексей, недовольный поведением Ирины, идёт на свидание с журналисткой Авией. Тем не менее, девушки продолжают деятельность их возобновлённого «читательского клуба». Они систематизируют собранные данные, составляют схему и приходят к выводу, что вдове Лабухова грозит опасность. |
| 3 (19)  | 16.09.2020 | Катерина застаёт Лиду за кражей денег. Выясняется, что они понадобились девочке для того, чтобы отдать Рите, которая накануне вечером отправила Лиду в магазин за покупками и дала денег, которые отобрали мальчишки на улице. Катерина требует у Риты перестать эксплуатировать Лиду. Вершинин упрекает Соню в том, что она не ладит с его матерью. Ирина начинает подозревать, что муж ей изменяет. Под предлогом расследования она приходит в редакцию и знакомится с Авией. Авия рассказывает об этом Алексею. Девушки пытаются восстановить, где бывал и с кем общался Лабухов в последние дни жизни. Объединив все факты в схему, они приходят к выводу, что причина убийства может крыться не только в настоящем, но и в прошлом фотографа. Осталось найти главную улику, которая всё объяснит. Катерина идёт в архив, а Анна устраивается на работу в фотоателье и приступает к поискам. |
| 4 (20)  | 17.09.2020 | Свекровь продолжает выказывать недовольство Соней, постоянно напоминая той о возрасте и первом замужестве. Катерина знакомится с Григорием — сыном соседки Зинаиды Ивановны, вернувшимся из долгой полярной экспедиции. Заметив, что Катерина явно нравится Григорию, Зинаида Ивановна предостерегает сына от отношений с «сидевшей и дурной» женщиной. В деле появляется новое тело, причём, способ убийства аналогичен тому, коим были умерщвлены Лабухов и его жена. Убитой оказывается секретарь Алексея. Алексей не может предъявить алиби, в результате чего становится главным подозреваемым. В фотоателье девушки находят хитроумно спрятанный тайник Лабухова, но в нём лишь плёнки с эротическими кадрами. Анна понимает, что разгадка преступлений кроется в шифре на коробочках от плёнок. |
| 5 (21)  | 21.09.2020 | В Лужниках, прямо во время занятий Лиды художественной гимнастикой, арестовывают её тренера Пермякова. Его обвиняют в убийстве медсестры Крапивиной, которое произошло накануне вечером недалеко от стадиона, когда та возвращалась с работы. Катерина также узнает, что неделю назад в парке возле Лужников была ограблена и убита ещё одна девушка — гимнастка Мясникова. Катерина обращается за помощью к Проскурину, и он забирает себе в производство оба «лужниковских» дела. Лида очень переживает из-за ареста тренера. Григорий пытается выяснить у девочки, что любит Катерина, но Лида ничего не знает о матери. Алексей продолжает встречаться с Авией. Соне приходится тайком вырываться на встречи «читательского клуба». Свекровь по-прежнему с ней не ладит, а теперь она ещё и окончательно переехала к ним с Кимом, решив продать дом. Девушки вновь объединяются в группу. Они собирают информацию, узнают у Владлены подробности судмедэкспертизы, и приходят к выводу, что оба убийства совершил один и тот же человек. Чтобы проникнуть в Лужники, Ирина приводит Таню в секцию художественной гимнастики.                                          |
| 6 (22)  | 22.09.2020 | Ирина узнаёт, что месяц назад в Лужниках произошла ещё одна трагедия — гимнастка Гордеева покончила с собой, бросившись с моста. Ирина выпытывает у Владлены подробности вскрытия. Девушки изучают место гибели Гордеевой и вычисляют, что это было не самоубийство, а несчастный случай. Анна переезжает к Проскурину, но чувствует себя лишь гостей в его квартире, где всё напоминает о его погибшей семье. Катерина, наконец, замечает ухаживания Григория и начинает отвечать взаимностью. Соня после очередного сильного скандала со свекровью попадает в больницу. У Алексея продолжается роман с Авией. Чтобы иметь больше свободного времени, Алексей под видом заботы об Ирине нанимает помощницу по хозяйству Розу. Роза внешне очень похожа на Авию, и Ирина её едва терпит. Тем временем находят ещё одно тело девушки, убитой тем же способом, что и две предыдущие жертвы. Опознать убитую практически невозможно, но уникальная наблюдательность Анны и умение девушек детально анализировать факты помогают установить её личность. Она не спортсменка, а, значит, нужна новая схема, с помощью которой можно будет определить алгоритм действий убийцы. |
| 7 (23)  | 23.09.2020 | Зинаида Ивановна обращает внимание на серьёзность отношений Катерины и Григория, и говорит Лиде, что теперь её опять куда-нибудь подкинут на проживание. После этого девочка не приходит вечером домой. Учителя в школе, узнав о домработнице, начинают иронизировать над Ириной. Авия хитростью оставляет Алексея на ночь у себя. Утром он врёт Ирине, что его отправили в срочную командировку. Ирина при детях делает вид, что всё в порядке. Соня в больнице сильно ссорится с Натальей Михайловной и даёт понять свекрови, что хочет, чтобы та съехала. Девушки продолжают вычислять убийцу. Составив график, они замечают, что в нём явно не хватает одного убийства. Должно быть ещё одно тело, и его надо найти. Проскурин вместе с оперативниками отправляется в указанное место, но они никого не находят. Девушки приходят к мысли, что, возможно, в тот раз что-то помешало убийце, и жертве удалось спастись. Соня просит Вершинина проверить сводку на том участке и найти заявление о нападении, попытке ограбить или хулиганстве. В МУР приходит Проверяющий. Он возмущён тем, что по городу бегает серийный убийца, и даёт на его поимку 48 часов.       |
| 8 (24)  | 24.09.2020 | Ирина собирает вещи Алексея и выгоняет его из дома. Он уходит к Авии. Узнав об этом, Владлена выговаривает Ирине за нетерпимость, считая, что во многом в сложившейся ситуации она виновата сама: надо было заниматься семьёй, а не убийствами. Ирина ссорится с Владленой. МУР по требованию Белых устраивает «ловлю на живца». Чтобы не подвергать опасности женщин, переодевают и гримируют щуплого оперативника. Катерина сообщает Григорию, что она не может быть с ним, так как главное в её жизни — это Лида, и она не станет рисковать едва наладившимися отношениями с дочерью. Григорий пытается убедить её поменять решение. Он делает Катерине предложение и ждёт ответа через сутки. Если она скажет «нет», он надолго уедет в экспедицию. Тем временем девушки продолжают вести расследование и, кажется, на этот раз им удаётся вычислить преступника. Проскурин использует их наводку и узнаёт его имя. Однако к этому моменту серийный убийца уже понял, что ему осталось недолго, и решается на своё финальное злодеяние. |
| 9 (25)  | 06.09.2021 | Вершинин показывает Соне место, где будет их будущая отдельная квартира. В это же время в котельной барака, предназначенного под снос, рабочие находят мёртвую женщину. Вершинин вызывает опергруппу. Оперативников поражает, что на жертве, Тамаре Артемьевой, множество дорогих украшений, а эксперт устанавливает, что женщина умерла от голода. Слух о странном убийстве быстро разносится по Москве. Подруги-дешифровщицы не могут остаться в стороне от громкого дела. У Ирины окончательно портятся отношения с мужем. Авия считает, что Ирина настраивает детей против Алексея. Катерина получает письмо от Григория с предложением выйти за него замуж. Проскурин задерживает некоего Карпова, который угрожал убить Артемьеву. Соня вспоминает в деталях, как выглядело место преступления: дверь в котельную была закрыта особенным морским узлом. |
| 10 (26) | 06.09.2021 | С помощью Владлены подруги получают фотографии драгоценностей, которые были на убитой Артемьевой. Катерина узнаёт у специалиста, что часть драгоценностей имеет характерные признаки работ известного в Москве ювелира — Протасова. Проскурин просит Анну прекратить заниматься расследованием и больше времени проводить дома. Также он предлагает ей подумать о детях. Подруги обращают внимание на один очень необычный предмет — брошь с осколком метеорита. Они надеются найти владельца и узнать, как драгоценность попала к убитой женщине. Ирина едет в Ленинград в обсерваторию, где хранился метеорит. Анна в отчаянии обращается к знахарке: это её последняя надежда вылечиться и забеременеть. Ирина встречает свою боевую подругу Зою. Зоя переехала в Ленинград, чтобы найти могилу погибшего на войне мужа. Зоя и Ирина встречаются с хозяйкой уникальной броши с метеоритом. Она узнаёт по фотографии женщину, у которой обменяла драгоценность на хлеб. |
| 11 (27) | 07.09.2021 | В квартире Протасова взорван сейф. Проскурин выясняет, что следы грабителей ведут к медвежатнику по кличке Тёмный. Ирина и Зоя узнают, что в первую блокадную зиму убитая Артемьева съехала со своей квартиры, и её часто видели в компании бандита — Петьки Зуба. Зинаида Ивановна подаёт жалобу участковому на Катерину: она готова использовать любые средства, чтобы разлучить её с Григорием. Анна попадает в больницу, лечение знахарки не пошло ей не пользу. Пока Ирины нет дома, Алексей много времени проводит с детьми. Это вызывает ревность Авии. Она считает, что Алексей должен восстановить свои связи в обкоме и помочь ей получить престижную работу. Чтобы задержать Тёмного, Проскурин и Вершинин отправляются в Ленинград. Они устраивают засаду. Вершинин не успевает предупредить Проскурина и попадает к бандитам. |
| 12 (28) | 07.09.2021 | Проскурин узнаёт, что Артемьева была связана с Протасовым: именно ей Протасов отдал деньги Петьки Зуба. А потом женщина пропала. У Артемьевой было прозвище Морячка, что заставляет Проскурина вспомнить о морском узле, которым была закрыта дверь котельной, где заперли женщину. Ирина возвращается в Москву. Она предлагает Зое поехать вместе с ней. Зоя соглашается — она много лет не могла решиться навестить родителей своего мужа. Ирина убеждена, что они буду ей только рады, но Зоя боится, так как расписались они на фронте, и она даже не знает, успел ли Иван сообщить родным о её существовании. Анна приезжает в Ленинград к Проскурину, у неё есть важная информация, которая, как ей кажется, поможет ему раскрыть дело. |
| 13 (29) | 08.09.2021 | Работающая в фотоателье Анна, получает заказ сделать фоторепортаж для заводской многотиражки на празднике в честь присвоения ордена металлургическому заводу. Работница управления, Луговая, знакомит Анну с руководством предприятия, которых та обязательно должна запечатлеть на церемонии. Однако празднование оборачивается трагедией: когда занавес открывается, все видят на сцене мёртвую Луговую. Эксперт устанавливает, что женщина упала с мостков над сценой, при этом явных следов борьбы нет. Ирине приходится объяснять детям, почему отец больше не живёт с ними. Ошарашенный этой новостью Миша убегает из дома. В отделе Проскурина появляется новый сотрудник, лейтенант Александр Жуковский. Активность Жуковского раздражает Агарина. Анна, вопреки запрету Проскурина, распечатывает снимки, сделанные во время праздника, и показывает их подругам. Девушки включаются в новое расследование. |
| 14 (30) | 08.09.2021 | В деле появляется подозреваемый. На фотографии, сделанной Анной, видно, что Луговая смотрит в сторону осветительного прибора. Девушки восстанавливают детали её падения и вычисляют того, кто мог стоять рядом с ней. Эксперт устанавливает, что Луговая была беременна. Жуковский отправляется выяснять обстоятельства личной жизни Луговой, скорее всего у неё была связь с женатым мужчиной. Летнёв возобновляет ухаживания за Анной: той не хватает внимания. Проскурин почти всё время проводит на работе, и они часто ссорятся. Анна соглашается на свидание с Летнёвым. Осмотр квартиры Луговой наталкивает подруг на мысль, что кроме работы у неё был дополнительный заработок. Женщина промышляла карточными играми. Анна выясняет, где проходили эти игры. Ирина отправляется в подпольное казино и попадает в милицейскую облаву. |
| 15 (31) | 09.09.2021 | Алексей живёт у Проскурина. Он ушёл от Авии, но никак не может наладить отношения с Ириной. Валет приводит Ирину в игорный зал, где играют иностранцы, и где частым гостем была Луговая. Рита находит на своём рабочем столе анонимку, в которой говорится, что Луговую убил один из завсегдатаев подпольного казино по прозвищу Валет. Проскурин не верит в эту версию и ищет мужчину, у которого были близкие отношения с Луговой. Григорий объявляет Катерине, что собирается в долгую экспедицию. Катерина не хочет отпускать мужа. В казино Ирина замечает женщину, на которой накинута шаль из таких же редких ниток, которые она видела в квартире Луговой. Женщина вытаскивает бумаги с формулами из кармана пальто одного из посетителей. Зоя ссорится с родителями Ивана из-за того, что они усыновили ребёнка, предав память Ивана. Валет угрожает убить Ирину. |
| 16 (32) | 09.09.2021 | Проскурин вычисляет, кто подбросил записку с обвинением Валета Рите. Белых недоволен Проскуриным: тот чуть не сорвал арест подозреваемого в шпионаже. Жуковский добывает важную информацию о том, что из санатория Луговая уехала на машине одного из руководителей завода. Катерина и Зоя делают предположение, что с мужчиной, с которым у Луговой был роман, она познакомилась во время войны. Проскурин поднимает личные дела работников завода. Жуковский обвиняет Проскурина в том, что методы его незаконны — гражданских нельзя привлекать к расследованию. Зою разыскивает приёмный сын родителей Ивана. Мальчик хочет вернуть Зою. К Катерине приходит некая Мария с ребёнком, которая утверждает, что мальчик — сын Григория. |

### Сезон 3
| № серии | Премьера   | Описание серии |
| ------- | ---------- | --- |
| 1 (33)  | 14.11.2022 | Анна отправляется с Проскуриным на отдых в Пятигорск, где Константин делает ей предложение. На свадебное торжество в Кавминводы Анна приглашает своих подруг — Ирину и Катерину. На курорте девушки встречают старого товарища по ГРУ — Михеева. Смерть Михеева нарушает все планы Анны, Ирины и Катерины, которые понимают, что не могут остаться в стороне от случившегося. Тем более, накануне своей гибели Михеев просил Анну разгадать некий немецкий шифр. |
| 2 (34)  | 15.11.2022 | Совершено покушение на директора краеведческого музея, Осечкина. Девушки подозревают, что гибель Михеева и покушение на Осечкина связаны: преступники искали то, что Михеев мог передать в музей. Следствие устанавливает пропажу оружия из раскопок, переданного туда на хранение. Егерь Бостанов рассказывает о конфликте Михеева и Грека — последний занимался нелегальным сбытом трофейного оружия. Проскурин и Анна решают отложить бракосочетание до конца расследования. |
| 3 (35)  | 16.11.2022 | Проскурин возглавляет следствие. Из Москвы прибывает его группа — Жуковский и Пётр Натанович. Катерина сообщает Греку, что хочет договориться о покупке трофейного оружия и познакомить его со скупщиком, от чьего имени она и действует. Грек соглашается. Жуковский должен сопровождать Катерину. Засада, которую устраивают милиционеры и Проскурин, проваливается. Анна пытается разгадать, что же всё-таки просил её расшифровать Михеев перед смертью. Анну похищают. |
| 4 (36)  | 17.11.2022 | Проскурин и Катерина с Ириной обнаруживают, что Анна пропала. Дежурная вспоминает, что перед исчезновением той звонил мужчина. Девушки уверены, что их подругу похитил и удерживает тот, кому необходим её уникальный талант шифровальщицы. И, раз Анна вышла к этому человеку, значит, он был ей знаком. |
| 5 (37)  | 21.11.2022 | В санатории, где живут Анна и Ирина, происходит покушение на актёра Михаила Кипелова. Девушки вновь оказываются в гуще расследования: они хотели взять у артиста автограф, а стали свидетелями покушения. Кипелов серьёзно ранен. Жизнь ему спасла случайность — серебряная ложка с характерным вензелем, которую актёр всегда носил в нагрудном кармане. Следствие считает, что это попытка ограбления, но в Пятигорске у Михаила была назначена личная встреча, и он собирался пробыть там всего три дня. Подруги решают выяснить, с кем должен был встретиться Кипелов. |
| 6 (38)  | 22.11.2022 | Подруги узнают, что у Кипелова незадолго до покушения состоялся телефонный разговор с Шумской. Ирина и Анна хотят поговорить с ней, но женщина найдена застреленной в своей квартире. Есть ли связь между преступлениями, сказать сложно, так как пулю на месте выстрела в Михаила не нашли. Анна делает копию письма из квартиры Шумской, чтобы сравнить почерк с автографом Кипелова. Она просит ничего не говорить о её участии в деле Проскурину. Ирина предупреждает подругу, что ложь развалила её брак с Алексеем, и что, если Анна хочет сохранить отношения с Проскуриным, они должны доверять друг другу. |
| 7 (39)  | 23.11.2022 | Проскурин узнаёт, что на воровской сходке было принято решение убить известного артиста кино. Кого именно и за что, пока неизвестно. Проскурина вызывают в Москву. В Пятигорске вместе с девушками остаётся Пётр Натанович. Подруги выдвигают версию, что причиной воровского приговора могли послужить роли, которые сыграл Кипелов, или другой артист. Однако в арсенале Кипелова подобных ролей не было. Из разговора с директором местного клуба Ирина узнаёт, что в новом популярном фильме актёр Залесский сыграл раскаявшегося преступника, и он сейчас в Пятигорске на съёмках. Катерина выясняет, что Кипелову в санаторий звонила не Шумская: кто-то представился её именем. |
| 8 (40)  | 24.11.2022 | Евгений по просьбе Ирины помогает подругам попасть на съёмочную площадку фильма, в котором снимается Залесский. Девушки решают, что Залесскому также может грозить опасность. Актёр рассказывает, что приезд Кипелова в Пятигорск был связан с публикацией интервью в «Советском экране», в котором Михаил откровенно рассказал о своей юности и семье. Также Кипелов упоминал семейную реликвию — серебряную ложку с орнаментом, которую всю войну носил с собой, веря в то, что она оберегает его от смерти. Полученная информация наводит девушек на мысль, что причину покушения на Михаила следует искать в его прошлом. |
| 9 (41)  | 28.11.2022 | Евгений приглашает Ирину на ипподром, где знакомит с одним из лучших жокеев и, по совместительству, своим другом — Великановым, и его лошадью Сметанкой. Евгений и Ирина с азартом наблюдают за скачками, однако за пару метров до финиша Великанов падает с лошади и погибает. Дальнейшая экспертиза указывает на то, что жокея отравили. Тем временем к Катерине возвращается травмированный на Севере Григорий и сразу же с порога узнаёт о том, что у него есть сын. Анна ссорится с Проскуриным и возвращается жить к себе в коммуналку. В Москву приезжает и Соня. Она хочет вернуться на работу в МУР. Подруги как в старые добрые времена собираются вместе. Евгений удручён гибелью друга, и девушки берутся найти убийцу. |
| 10 (42) | 29.11.2022 | Под подозрение попадает тёща Великанова, которая хотела защитить дочь от неверного мужа. Пётр Натанович и Владлена обнаруживают специфическое вещество в крови Великанова — похожее на яд африканской гадюки. Турин возвращает Соне кошелек, который хотели у неё украсть. За это ему объявляют войну его бывшие дружки. Соне приходится спасать Турина. Катерина видится с Александром. Он уверен, что со временем сможет вернуться к хирургической практике. Григорий растерян, он не понимает, как жить дальше. Маша и сын ещё больше осложняют его отношения с Катериной. |
| 11 (43) | 30.11.2022 | Анна представляется пассией Великанова, чтобы узнать, с кем ещё у него могли быть отношения. На ипподроме Анна встречает Летнёва. Летнёв остаётся ночевать у Анны и делает ей предложение. Тем временем Проскурин с помощью девушек выходит на подпольный тотализатор. Выясняется, что жокей Великанов был замешан в этой схеме. Таня хочет уйти жить к Алексею. Это расстраивает Ирину. У Миши неприятности в школе. Завуч требует от Ирины объяснений, что творится с её детьми!? По наводке подруг Проскурин проводит обыск в доме, где в последнее время Великанов встречался со своей новой женщиной — Искрой. Ирина обращает внимание на то, что у лошади Великанова — Сметанки, есть двойник. Девушки решают найти Искру. |
| 12 (44) | 01.12.2022 | Турин прячется в квартире Сони. У него неприятности из-за того, что он помогает Соне получать нужную для следствия информацию. Жуковский и Агарин выясняют, что Искра уволилась, и больше о ней никто ничего не знает. В доме, где встречались Искра и Великанов, девушкам попадается листок с упражнением на французском языке. Ирина обращает внимание на заметку в газете, в которой рассказывается о дипломате Градове, ставшим новым послом СССР во Франции и через неделю уезжающим в Париж. Соня вспоминает фоторепортаж из серпентария Московского зоопарка. На одном из кадров Соня находит Градова. В заметке под фото сказано, что Градов также является горячим поклонником и знатоком змей. Девушки решают как можно больше узнать о Градове. Они уверены, что между ним и Искрой прослеживается связь. |
| 13 (45) | 05.12.2022 | Убита художник-модельер Майя Васина. Тело женщины обнаруживают Катерина и Анна, пришедшие отдать Майе Родионовне фотографию, которую та забыла в библиотечной книге. В квартире заметны следы ограбления: найден опустошённый тайник, в котором муж Майи, профессор Васин, хранил свою коллекцию редких орденов. Ирина уходит из школы — она не хочет больше преподавать. Турин приживается у Сони. Соня готовит его к поступлению в школу милиции, это вызывает подозрение у соседки Тони. Анна разговаривает с молочницей, которая рассказывает, что в последнее время Майя была чем-то сильно озабочена. МУР предполагает, что ограбление и последующее убийство совершены близким Майе человеком, которого та застала врасплох. А вот подруги уверены, что это в первую очередь убийство, инсценированное под ограбление. |
| 14 (46) | 06.12.2022 | Проскурин выясняет, что Майя сама продала коллекционные ордена втайне от мужа. Появляется версия о любовной связи Майи на стороне, возможно, её возлюбленному нужны были деньги. Жуковский докладывает Проскурину, что основная научная работа Васина была связана с исследованиями в области синтетических материалов. Катерина узнаёт, что Майя делала на работе копии листов с химическими формулами для мужа. Профессор Васин начинает вызывать подозрения. Тем временем Анна и Летнёв готовятся к свадьбе. Евгений предлагает Ирине переехать к нему вместе с детьми. В квартире у Евгения Ирина замечает запрещённые книги, изданные на Западе, это её останавливает. Владлена рассказывает о вычислительных машинах, и Ирина решает попробовать устроиться на работу в лабораторию ЭВМ. |
| 15 (47) | 07.12.2022 | Следователи обнаруживают тело предполагаемого возлюбленного Майи Васиной — Осипа Веретина. Если между ними, действительно, была любовная связь, не понятно, зачем Майя делала копии рабочих материалов мужа. Соня устанавливает, что Васина работала лаборанткой в химической лаборатории с 1939-го по 1945-й год, а после войны сразу пошла учиться в художественное училище. Проскурин уверен, что следует продолжить проверку «левых» доходов Васина. А Владлена сообщает Ирине, что лет 16-17 назад у Майи были преждевременные роды, ребёнок родился мёртвым. Причина, скорее всего, в сильном нервном потрясении. Тем временем Летнёв покупает для Анны красивую фату. Анна говорит, что не хочет выходить за Валерия замуж, однако Летнёв как будто не слышит её и отправляется бронировать ресторан для свадьбы. В тайнике на работе Осипа находят поддельные документы: паспорт на имя Майи и паспорт без фотографии на имя Петра Бурова. В деле появляется ещё один неизвестный. |
| 16 (48) | 08.12.2022 | Узнав от соседки Тони об «отношениях» Сони с Туриным, в Москву приезжает Наталья Михайловна с Танечкой. Маша просит Катерину отпустить Гришу: он нужен ей и сыну. Белых узнаёт о роли подруг в расследованиях МУРа, он не хочет, чтобы из-за Проскурина его карьера пошла прахом. Ирина после консультации со своим коллегой, учителем химии, уверена, что Васин, используя катализатор, мог получать солидные «левые» доходы. Это значит, что кроме ревности у Васина мог быть ещё один мотив — угроза разоблачения. Чтобы проверить алиби Васина, девушки привлекают Евгения. Для следственного эксперимента он достаёт машину, а Ирина составляет алгоритм действий мужчины. |

### Сезон 4
| № серии | Премьера   | Описание серии |
| ------- | ---------- | --- |
| 1 (49)  | 29.03.2024 | Витя Турин уговаривает своего приятеля Стёпу Финна завязать с криминалом и пойти учиться вместе с ним в Школу милиции. После этого разговора Стёпу убивают. Турин обращается к Соне. Она обещает узнать, что стало известно в ходе расследования, но выясняется, что Проскурин уволился и перевёлся в Мурманск. МУР же делом не занимается. Соня рассказывает обо всём Ирине, Анне и Катерине. Подруги соглашаются помочь найти убийцу. Им становится известно, что Финн может быть связан с бандой, которую в воровской среде называют «Десяткой»: в её состав входят отличные снайперы. Лишившись покровительства Проскурина, дамам приходится действовать осторожнее. Больше других переживает Анна. Она беременна от Летнёва и не собирается рассказывать ему об этом. Катерине не даёт покоя мать Георгия, которая делает всё, чтобы та съехала из квартиры и развелась с её сыном. Евгения ждёт судебное разбирательство: Алексей подал на него в суд. |
| 2 (50)  | 29.03.2024 | Совершено ограбление ювелирного магазина. На месте преступления Вячеслав Агарин находит патрон. Выстрелы были сделаны из винтовки Мосина. Из такого вида оружия учатся стрелять в ДОСААФ. Соня набирается смелости и приходит к Агарину с неожиданным предложением: у неё есть сведения о банде, и она поделится информацией, если Слава будет сотрудничать с подругами. Неожиданно Агарин соглашается. Ирина отправляется в ДОСААФ, где знакомится с инструктором по стрельбе — Диной. В её группе занимался убитый Фенченко. Дома у Дины Анна находит кольцо из ювелирного магазина. Агарин предлагает Белых смелое решение — он внедрится в банду и выяснит, как связаны все последние громкие ограбления. Ирина приходит к Алексею и заявляет, что она приняла решение остаться с ним, в связи с чем, он должен забрать заявление на Евгения. Алексей упивается своей властью над женой. |
| 3 (51)  | 05.04.2024 | Подруги вычисляют ухажёра Дины, Валеру Духова. Разговор с отцом Валерия не складывается. После войны Виктор Духов в семью не вернулся, сын не простил его. Агарин внедряется в банду. Ему предстоит пройти испытание. Главарь банды Привалов берёт Славу на сходку: Агарин спасает ему жизнь, исправляя ошибку Валеры Духова. Евгений не оставляет попыток вернуть Ирину. В запале он заявляет, что готов даже сесть, лишь бы она, наконец, «вышла на свободу» из отношений с Алексеем! Евгений не верит, что Ирина сможет убедить Алексея отступить. Александр предлагает Катерине съехаться, но та отказывается. Владлена обращается к Ирине — она хочет знать, где Агарин, за которого очень переживает. Узнав, что это была их идея с внедрением Славы в банду, Владлена ссорится с Ириной. Перед разоблачением Агарин успевает предупредить Жуковского о нападении на инкассаторов. |
| 4 (52)  | 12.04.2024 | Убит главарь «Десятки» Привалов. Версия Агарина — виноват Валера Духов. С этой теорией в корне не согласны подруги: преступник должен быть более взрослым и хитрым. В логове бандитов Анна обращает внимание на стопку газет — пять-шесть выпусков одной и той же периодики. Анна понимает, что в них зашифровано послание. Был кто-то, кто вербовал ребят в банду. С помощью шифра девушки выманивают Валеру, они надеются, что он приведёт их к настоящему главарю банды. Неожиданно девушек вызывают в МВД. Оказывается, Проскурин, перед отъездом в Мурманск, позвонил своему давнему товарищу из УГРО и рассказал о роли подруг в расследованиях. В МВД решают создать особый, экспериментальный аналитический отдел, руководить которым назначают Марину Корзун, строго следующую букве закона. |
| 5 (53)  | 19.04.2024 | Подруг собирает куратор Марина Корзун. Свиридовой, Зиминой, Дорофеевой и Вершининой поручено раскрыть дело о загадочной смерти партработника на пенсии — Иосифа Волынина, которого загрызли собственные собаки. В кармане мужчины была найдена окровавленная фотография с надписью: «Если я мёртв — меня убил Зыков». Парадокс в том, что Зыков погиб ещё в 1946 году на погранзаставе и обстоятельства его гибели схожи с волынинскими. Жена Зыкова умерла через полгода, детей у них не было, близкие родственники погибли ещё в войну. Дамы готовятся к вылету на место предполагаемого преступления в Кисловодск. Соня не знает, как сказать о своём отъезде Наталье Михайловне, и оставить Танечку. Катерина просит Григория заняться организацией развода. Евгений уверяет Ирину, что без проблем сможет посидеть с её детьми. Корзун ставит перед группой задачу, ответить на главный вопрос: кто или что спровоцировало нападение «лучших друзей человека» на хозяина? На стене дома Волынина Анна обнаруживает странные знаки. |
| 6 (54)  | 26.04.2024 | Соседка Волынина рассказывает девушкам, что Иосиф пил, иногда по-чёрному, но решил бросить. Сам не смог с этим справиться и обратился за помощью к колдуну! Фамилия гипнотизёра Шефнер, он приехал в Кисловодск давать представления и задержался. После сеансов Шефнера Волынин стал странным, начал говорить о загробной жизни и призраках. А три недели назад вновь напился из-за смерти одной из своих собак. Подруги задаются вопросом — можно ли воздействовать гипнозом на животных? Чтобы подобраться поближе к гипнотизёру, Соня просит Шефнера взять её ассистентом. Ирина звонит домой и просит Мишу честно рассказать, как о них заботится дядя Женя: ей не верится, что Евгений мог так быстро вжиться в роль отца. Ирина, Софья, Анна и Катерина предпринимают попытку ввести собак в транс. |
| 7 (55)  | 03.05.2024 | Из Москвы прилетает Пётр Натанович, направляется прямо в морг, чтобы поскорей увидеть тело Волынина, но его там не оказывается. Девушки подозревают, что гипнотизёр манипулировал бывшим партработником из корыстных интересов. Анна ещё раз изучает надпись на открытке, найденной в кармане погибшего, и понимает, что поторопилась сделать вывод о том, что почерк принадлежит Волынину. Дорофеева корит себя за допущенную ошибку, ведь почерк — её сфера деятельности. Корзун разговаривает с Катериной о способности Анны продолжить работу. Подруги бросают все силы на то, чтобы найти того, кто написал про «Зыкова». Дамы узнают, что у Иосифа существовала любовница, которая была замужем за его сослуживцем. Неожиданно в Кисловодск прибывает Летнёв. Он возмущён тем, что Анна не поставила его в известность о своём отъезде. Пётр Натанович приглашает Дорофееву в морг, где показывает ей умершего сутки назад Азарова, на теле которого — шрамы от укусов собаки. |
| 8 (56)  | 10.05.2024 | Мысль о том, что запах Волынина был каким-то образом изменён настолько, что собаки не узнали хозяина, не даёт покоя подругам. Они возвращаются к телу, которое показал им Пётр Натанович, узнают больше про Азарова. Сестра покойного говорит, что тот раз в неделю ходил в санаторий и делал какие-то капельницы. Анна, Софья, Ирина и Катерина вместе с Петром Натановичем вновь перечитывают протоколы вскрытия Волынина и Азарова, сравнивают, ищут, что же в них может быть одинакового? И почему исчезло тело Волынина? Тем временем самонадеянность Евгения играет с ним злую шутку: Миша и Таня пропадают, а у Жени нет даже телефонов учителей и одноклассников детей Ирины. В отчаянии он спешит к Владлене за помощью. |
| 9 (57)  | 15.06.2024 | По дороге в аэропорт подруги вскрывают конверт, переданный им администратором гостиницы. В нём — картина с морским пейзажем, но от зорких глаз шифровальщиц не укрываются «вплетённые» в неё координаты места — местной достопримечательности. Несмотря на протесты Корзун, дамы решают доехать до зашифрованных скал, и, разумеется, находят там тело. Погибшая — Варвара Верещагина, кисловодская журналистка, умница, красавица и всеобщая любимица. Новоиспечённые оперативницы решают выяснить, с кем Варя провела последние дни жизни. Мать девушки рассказывает, что Варвара собиралась в Москву, её пригласили на работу в редакцию «Комсомольской правды». В связи с этим всплывает имя Владимира Барабанова — женатого столичного покровителя Верещагиной. Тем временем Соне и Ирине предстоит непростой разговор с домочадцами, из-за вынужденного продления командировки. |
| 10 (58) | 22.06.2024 | Под подозрение попадает Миримский — главред газеты, в которой работала Варя. Мужчина посреди ночи вломился в дом матери Верещагиной. Также известно, что убитая сильно конфликтовала с ним. Оперативницы обращают внимание на поделки в доме Вари: их изготавливал и дарил влюблённый в неё Артём Мальцев. Однако девушке он совсем не нравился, а накануне её отъезда молодой человек устроил скандал и вёл себя очень агрессивно. Анна и Соня разрабатывают альтернативную версию, согласно которой к убийству причастен учитель рисования Мальцев. Тем временем в милицейский участок приходит новый конверт для аналитического отдела. В нём снова картина, но «ребус» посложнее. По рисунку дамы вычисляют место — это водопад за городом. Свиридова, Дорофеева, Зимина и Вершинина осматривают местность, но ничего не находят. Город наводняется слухами, и вскоре милиция выходит на спортивного тренера, который подавал заявление о пропаже своей молодой талантливой коллеги — Алины Королёвой. |
| 11 (59) | 29.06.2024 | Оперативницы пытаются выявить мотив убийцы, несмотря на внешнюю несхожесть, обе девушки были целеустремлёнными и успешными. Дамы понимают, что таких, молодых, но уже многого добившихся в жизни — полгорода. Они идут на «рандеву» с предполагаемым убийцей, зашифровавшем на картине точное время и место. В назначенный час с вершины водопада падает тело пропавшей спортсменки. Пётр Натанович делает вывод о совпадении способов убийств Верещагиной и Королёвой. Подруги, кажется, впервые чувствуют себя по-настоящему в тупике. Чтобы отвлечь убийцу от поиска новой жертвы, они дают в газету персональное зашифрованное послание для него. К сожалению, это не предотвращает новое нападение. Анализируя последнюю статью Вари о родном крае, экс-шифровальщицы составляют карту мест, которые посещала девушка перед смертью. Неожиданно младший следователь Наталья Майорова не выходит на работу. |
| 12 (60) | 06.07.2024 | Подруги понимают, что разозлили преступника, и он похитил Наташу, чтобы отомстить им. У оперативниц в запасе всего два дня на то, чтобы спасти жизнь их коллеге: за время командировки они очень сблизились с Майоровой. Так как следы взлома в доме Наташи отсутствуют, Корзун делает предположение, что та хорошо знала убийцу, и, возможно это кто-то из милиционеров. Шмелёв обвиняет Марину в дискредитации МВД и кидает всех кисловодских оперов на поиски своей подчинённой. И, кажется, традиционные, «милицейские», методы берут верх над подходом экс-шифровальщиц: свидетель указывает на работника пчеловодческого хозяйства. Однако Свиридова, Зимина, Дорофеева и Вершинина умоляют Шмелёва не торопиться с выводами. |
| 13 (61) | 13.07.2024 | Подруги возвращаются в Москву. У каждой из них находятся свои радости и наваливаются свои проблемы, которые необходимо решать. Тревожный Летнёв надоедает Анне напоминаниями о плановых осмотрах у врачей. Катерине приходится терпеть нападки со стороны матери Григория, после развода пытающейся выселить её из квартиры, несмотря на то, что съезжать Свиридовой некуда. Тем временем в промзоне мальчишки находят тело девушки. Жуковский и Пётр Натанович осматривают место преступления. С самого начала ясно, что жертву — студентку Суриковского института Полину Никитину, сбила машина, но версия наезда по неосторожности сразу же отпадает. Полина — дочь заместителя начальника Главка, Игоря Леонидовича Никитина. Дело передают в особый отдел Корзун, которая надеется раскрыть его по «горячим следам», доказав тем самым целесообразность создания аналитического отдела. Благо, и подозреваемый у них уже имеется — некто Базулёв, у которого Никитин «увёл» должность. Базулёв открыто протестовал против назначения Никитина, писал тому письма с угрозами, к тому же ему принадлежит «Волга», которая предположительно участвовала в смертельном ДТП. Неожиданно Базулёв сам является на допрос. |
| 14 (62) | 20.07.2024 | Оперативницы отрабатывают версию участия Полины в подпольных художественных выставках. С подачи Летнёва на квартиру, где проводят вернисаж, под видом куратора из Германии отправляется Катерина. Там она знакомится с другом Никитиной — художником Рубановым, который тут же берёт её в оборот. Тем временем Соня замечает, что в квартире Никитиных висит не очень точно выполненная копия картины Поленова. Консьерж в доме Никитиных узнаёт Рубанова: Полина часто приводила его, когда не было родителей. На допросе в милиции Рубанов сознаётся в подделке и подмене полотна, но отрицает причастность к убийству Никитиной. Более того, он рассказывает Катерине, что у них были исключительно дружеские отношения, и Полина, незадолго до смерти, призналась, что её изнасиловали. Однако имени подонка художник не знает. Подругам сложно проверить эту информацию, так как заявлений Полина не делала, а родители ничего не знают. Тем временем Александр приглашает Катерину на романтический ужин. |
| 15 (63) | 27.07.2024 | Актёр Карпиловский обнаруживает, что в его отсутствие, принадлежащая ему «Волга» попала в ДТП. Подруги и Пётр Натанович осматривают машину, и Катерина находит в обивке сломанный ноготь с красным маникюром. Неужели к убийству причастна женщина?! Анна сама делает Летнёву предложение, однако тот говорит, что готов расписаться ради ребёнка, но жить с ней не сможет. Евгений начинает проявлять недовольство тем, что из-за службы в милиции совсем не видит Ирину. Зиминой звонят из НИИ кибернетики с предложением о работе, и у Евгения появляется надежда. Однокурсники Никитиной рассказывают оперативницам, что Полина связалась с компанией стиляг, из-за чего скатилась по учёбе, к тому же у неё появился молодой человек из посетителей «Коктейль-холла». Осталось найти парня Никитиной. Зацепка — пластинки, которые Игорь Леонидович привозил дочери из-за границы: Паркер, Берри, Бейси, Чарльз… Ира просит Женю отвести её к фарцовщикам, и пристрастие убитой к джазу выводит их на её возлюбленного — Кулагина. Ирина с Евгением едут к нему на квартиру, но оказывается слишком поздно. |
| 16 (64) | 03.08.2024 | На похоронах Кулагина подруги знакомятся с другом убитого — Бобровым. Ирина выясняет, что несколько недель назад Бобров со своей девушкой, и Кулагин с Полиной — ездили отдыхать, а наутро Полина сбежала с турбазы в расстроенных чувствах. Оперативницы понимают, что ключ к их делу в возлюбленной Боброва, но они не знают, кто она. Корзун недовольна тем, что следствие затягивается: от результатов зависит будущее их отдела, они на испытательном сроке. Давление Корзун раздражает дешифровальщиц. Они давно доказали, что умеют справляться с трудными делами. В день свадьбы с Летнёвым Анна получает телеграмму от Проскурина. Александр зовёт Катерину поехать с ним в Кишинёв, где ему предложили хорошую должность. Для каждой из прекрасных дам встаёт вопрос: стоит ли продолжать делать то, чем они занимаются. |

## Награды и номинации
2019 — 2 приза XXVII Всероссийского кинофестиваля «Виват кино России!»
- Приз конкурса «Народный рейтинг» в номинации «Лучший отечественный сериал»[15]
- Приз конкурса «Народный рейтинг» в номинации «Лучшая актриса в отечественном сериале» (Елена Панова)[16]

2020 — номинация на премию АПКиТ 2020 в категории «Лучший сериал (5—24 серий)»
2023 — Премия АПКиТ 2023 в номинации «Лучший телесериал (5-24 серий)» за третий сезон
2023 — 2 премии «ТЭФИ-2023» за третий сезон:
- приз в номинации «Режиссёр сериала» (Веры Сторожевой)
- посмертный приз в номинации «Актёр детективного сериала» (Сергей Пускепалис)[19]

## Рейтинги
Первый сезон сериала «Шифр» получил высокие рейтинги. По данным исследовательской компании Mediascope, за две недели показа в аудитории «Россия, 18+» максимальная доля проекта составила 19,6 %. Эти показатели позволили «Первому каналу» занимать первое место по России среди всех телеканалов на протяжении всех 9 дней показа 16 серий первого сезона телесериала (с 11 по 14 марта 2019 и с 18 по 22 марта 2019) в слоте 21:30-23:30.

## Мнения о сериале
Сериал получил неоднозначные оценки телекритиков и журналистов.
- Лениза Яфизова, «Вокруг ТВ»:

Ты с головой окунаешься в ту эпоху, проникаешься теми идеалами. А к людям, которые даже в условиях строжайших запретов пытались быть счастливыми и заниматься любимым делом, просыпается безграничное уважение
- Вера Цветкова, «Независимая газета»:

Получилась ретроистория с полным погружением в ту эпоху и очень красивой киношной картинкой (и такой очаровательной женской модой 1950-х — шляпки-менингитки, длинные перчатки под платья, приталенные и расклёшенные пальто…). Костюмы, реквизит, макияж, причёски героинь — всё скрупулёзно продумано и мастерски воплощёно
- Алёна Солнцева, Colta.ru:

Сочетание эмоциональной достоверности с условными и прямыми, как трамвайные рельсы, фабульными схемами, кажется, и есть главное достижение современного сериала большого канала
- Алёна Тихомирова, «Комсомольская правда»:

В российской версии героини — красавицы с безупречной укладкой и макияжем. На их фоне британские умницы — скромные серые мышки